# تالار وزارت کشور
تالار وزارت کشور یک تالار و مرکز همایش در میدان فاطمی تهران است که به وزارت کشور جمهوری اسلامی ایران تعلق دارد. این تالار که در ساختمان وزارت کشور جای گرفته‌است دارای ظرفیت ۳۰۰۰ نفر بوده و یکی از مهم‌ترین محل‌های برگزاری کنسرت در ایران است.
این تالار میزبان کنسرت‌های متعددی از اکثر خوانندگان پاپ کشور بوده‌است. همچنین در اسفندماه ۱۳۹۶، گروه آلمانی شیلر به سرپرستی کریستوفر ون دیلن طی سه شب با اجرای اختصاصی قطعه «برلین _ تهران» و چند قطعه جدید در این تالار، روی صحنه رفت.

## ساختار
این تالار در دو بخش همکف و بالکن ساخته شده‌است. گنجاش بخش همکف این تالار ۱۸۶۴ صندلی و گنجایش بالکن آن ۱۱۳۶ صندلی است. از این تعداد، ۴۳ صندلی در ردیف اول سالن همکف به عنوان صندلی VIP قرار دارد.

## نگارخانه

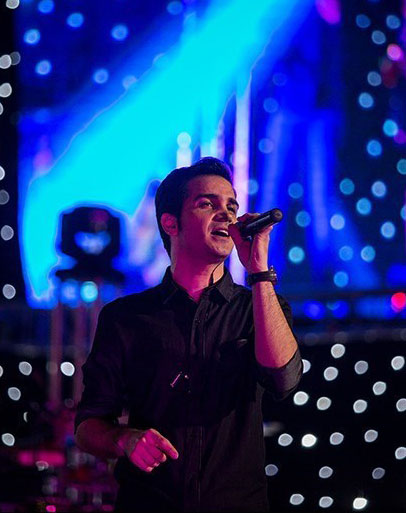
اجرای محسن یگانه
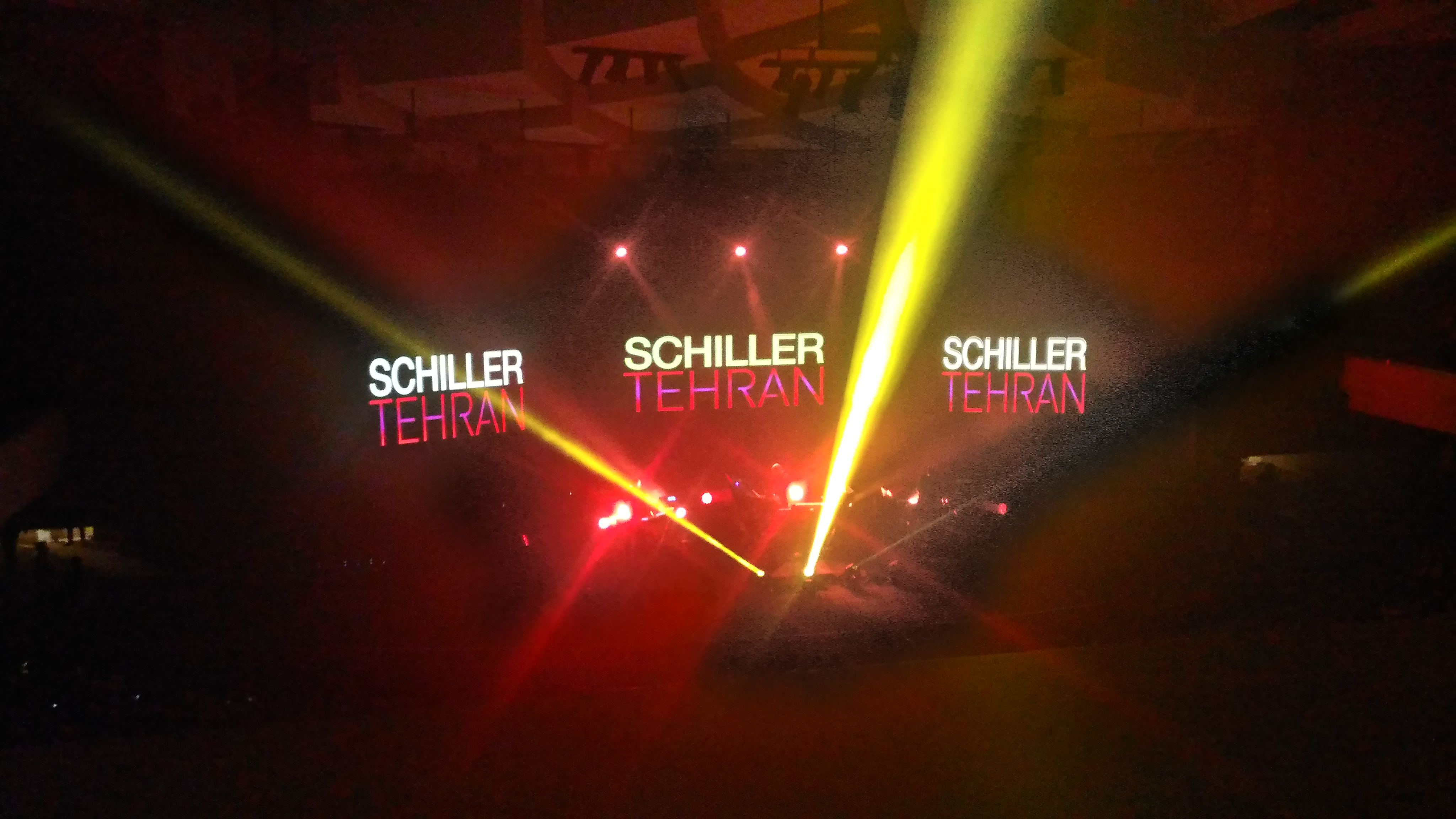
اجرای زندهٔ گروه شیلر
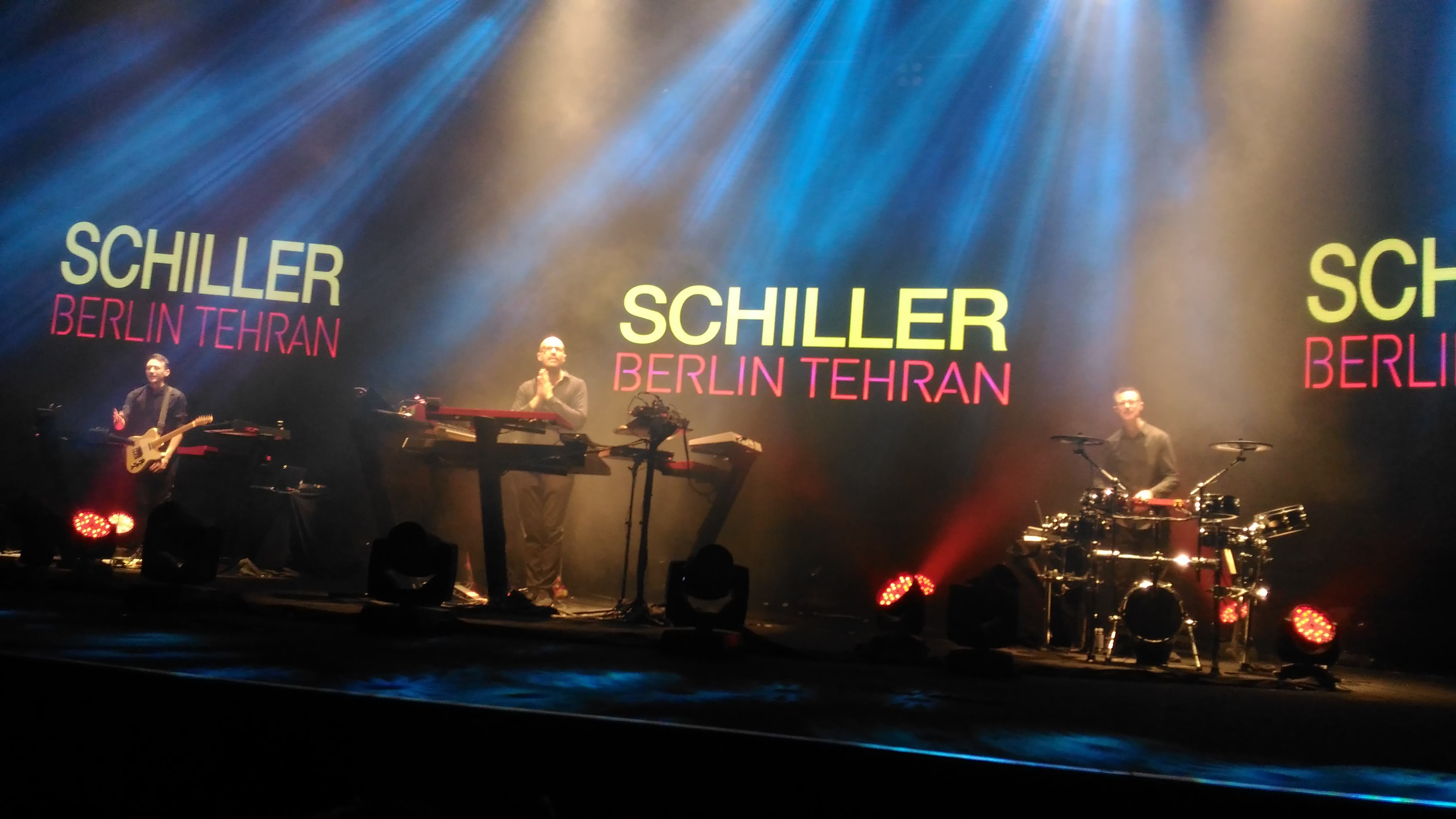
اجرای زندهٔ گروه شیلر